# RAC Rallye 1986
RAC Rallye 1986 byla dvanáctá soutěž mistrovství světa v rallye 1986. Po delší pauze se na tratě vrátil tým Ford M-Sport. Vítězem se stal Timo Salonen s Peugeotem 205 T16 E2.

## Průběh závodu
Skupinu A vedl v úvodu Ingvar Carlsson na voze Mazda 323 4WD. Předvést se na domácích tratích chtěl tým Austin Rover. Tony Pond na voze MG Metro 6R4 měl zpočátku čtvrtou pozici. Úvodní etapa se skládala hlavně z diváckých zkoušek.
Ve druhé etapě vedl Juha Kankkunen (Peugeot 205 T16 E2) před Markku Alenem (Lancia Delta S4). Alen se ale brzy probojoval na první pozici. Až pátý byl nejlepší Ford RS200, který pilotoval Stig Blomqvist. Před ním jel Timo Salonen s peugeotem a Mikael Ericsson s Lancií. nke konci etapy se ustálilo pořadí Ericsson, Alen, Salonen a Kakkunen. Rozdíly ale byly minimální. Pátý byl Sundstrom s dalším peugeotem a šestý Blomqvist s Fordem. 
Třetí etapa se jela ve Skotsku. První tři rychlostní testy vyhrál Kankkunen a dostal se do vedení. Ericsson byl druhý a Salonen třetí. Kankkunen ale havaroval a musel zpomalit. Salonen porazil Ericssona a dostal se před něj do vedení. Třetí byl Alen, čtvrtý Sundström, pátý Blomqvist a šestý Pond.
I ve čtvrté etapě vedl Salonen. Ericsson měl problémy s motorem a tak se na druhou pozici posunul Alen. Ericsson se snažil ztrátu dohnat, ale motor se opět porouchal a musel ze soutěže odstoupit. Týmová režie Peugeotu pak umožnila Kankkunenovi postup před Sundstroma. Problémy s motorem vyřadily i Blomqvista, ale pátý se držel Kahle Grundell s dalším Fordem. Šestý byl Pond. Salonen vedení udržel a Alen skončil druhý

## Výsledky
1. Timo Salonen, Harjanne - Peugeot 205 T16 E2
2. Markku Alen, Kivimaki - Lancia Delta S4
3. Juha Kankkunen, Gallagher - Peugeot 205 T16 E2
4. Mikael Sundstrom, Silander - Peugeot 205 T16 E2
5. Kahle Grundell, Melander - Ford RS200
6. Tony Pond, Arthur - MG Metro 6R4
7. Per Eklund, Berglund - MG Metro 6R4
8. Jimmy McRae, Grindrod - MG Metro 6R4
9. Llevellin, Short - MG Metro 6R4
10. Ingvar Carlsson, Bohlin - Mazda 323 Familia 4WD